# Vee X Killa
븨 엑스 킬라(Vee X Killa, 본명: 안형준, 1990년 7월 24일 ~ )는 대한민국의 힙합 뮤지션 겸 앨범 커버 디자이너이다. 원래 에퍼즈 (Efferz) 크루에서 뉴라 (Newra)라는 이름으로 활동을 시작했으며, 2009년 12월부터 'Vee X Killa' 로 이름을 바꾸고 Staz Of Man 크루와 VIXNER 소속으로 활동을 했고, 이후 2009년 12월에 디지털 싱글 'Irontree Legend' 를, 2010년 12월에 디지털 싱글 'Irontree Legend Ii : The Beginning Of Chopping'를 발표하며 이름을 알렸다. 2011년 5월에 자신의 첫 EP 앨범인 'Hero For Higher'를 발표하여 주목을 받았다.
현재 Staz Of Man 크루의 리더로서 활동하며, 인디펜던트 레코즈 (Independent Records) 소속 뮤지션들과 많은 교류를 하고 있다.

## 바이오그래피

### 초창기
Vee X Killa는 원래 에퍼즈(Efferz) 크루에서 뉴라(Newra)라는 이름으로 한국 힙합계에서 활동을 시작했다. 그러나 당시에는 대중적으로나, 힙합 마니아들 사이에서나 관심을 받지 못했으며, 이후 'Vee X Killa'라는 이름으로 한국 힙합계에 본격적으로 이름을 알리기 시작했다.

### 솔로 활동
그리고 2009년 12월에는 디지털 싱글로 'Irontree Legend'를 발표했다. 뒤이어 2010년 12월에는 디지털 싱글 'Irontree Legend Ii : The Beginning Of Chopping'를 발표했으며, 2011년 5월 20일에는 자신의 첫 믹스테잎 'In Metal Face'를 발표했고,2011년 8월부터 Crybaby의 싱글 'Be My'의 커버 디자인을 담당함으로써 앨범 커버 디자이너로서의 활동을 시작하였으며, 같은 해 8월 5일에 이노베이터 (InnoVator)의 두 번째 믹스테잎 'Lab #2'에 참여하였고, 이어 8월 19일에 콸라 (Qwala)의 'Eucalym Mixtape Vol. 1'에 참여하였다. 그리고 다음달 2011년 9월에 인디펜던트 레코즈 (Independent Records)의 이노베이터 (InnoVator)와 바스코 (Vasco), ADV의 JJK 등이 참여한 첫 번째 EP 앨범 'Hero For Higher'를 스토리를 담은 카툰을 공개하며 발매하였다. 이후 12월 29일에 스카치 빕 (Scotch VIP)의 'Wake Up'에 참여하였고, 12월 30일에는 Joyrain의 '반발짝'에 참여하였다. 2012년 5월 11일에 두 번째 믹스테잎 'Born King Raised King'을 공개하였다. 2012년 10월쯤 VEE X KILLA란 이름을 X ELECTRO로 바꾸었다,
현재 그는 VIXNER 정규 앨범을 작업 중이다.
대표곡: Don't Play This Tape, Open Chamber, Vendetta, Under Sight, Hero For Higher, Proceed

## 솔로 앨범 및 참여 앨범

### 솔로
- 2009년 12월 16일 디지털 싱글 Irontree Legend[6]
- 2010년 12월 30일 디지털 싱글 Irontree Legend Ii : The Beginning Of Chopping[7]
- 2011년 5월 20일 믹스테잎 In Metal Face[2]
- 2011년 9월 19일 EP Hero For Higher[8]
- 2012년 5월 11일 믹스테잎 Born King Raised King[4]

### 참여
Vee X Killa는 랩 피쳐링 뿐만 아니라 앨범 커버 디자이너로서도 많은 앨범에 참여하였다. 아래는 Vee X Killa가 참여한 랩 참여곡 또는 커버 디자인 및 편집 참여 앨범들이다.
- 2011년 8월 1일 - 크라이베이비 (Crybaby) - Be My
- 2011년 8월 5일 - 이노베이터 (InnoVator) - Lab #2 〈God Son〉
- 2011년 8월 29일 - 콸라 (Qwala) - Eucalym Mixtape Vol. 1 〈Never Give Up〉
- 2011년 12월 21일 - 크라이베이비 (Crybaby) - 6 Line Luv Song
- 2011년 12월 29일 - 스카치 빕 (Scotch VIP) - Wake Up 〈Finale 2011〉
- 2011년 12월 30일 - 조이레인 (Joyrain) - 반발짝 〈MIC〉
- 2012년 1월 2일 - 릴 디노 (Lil D.No) - Janus
- 2012년 2월 8일 - 트라이엄프 (Triump) - Mixtape One
- 2012년 5월 4일 - 루나 클라시코 (Luna Clasico) - 곁에 있다면
- 2012년 5월 11일 - 콸라 (Qwala) - Windstorm

## 이름
- 'Vee X Killa'라는 이름은 'V For Vendetta Xavier Masta Killa'를 조합하여 만들어진 이름이다.
- Vee X Killa는 에퍼즈(Efferz) 크루에서 활동할 무렵, 뉴라(Newra)라는 이름을 사용했으며, 현재는 잘 사용하지 않는다.
- 스스로 '랩하는 동양계 울버린 (Wolverine)'이라고 칭한다.

## 랩 스타일
Vee X Killa은 하드코어한 비트와 철학적인 가사를 바탕으로 한 마디 안에서 많은 메시지를 전달하는 읊조리는 듯한 수준높은 랩핑을 선보인다. 하지만 이 과정에서 발생하는 발음의 부정확성과 호흡때문에 힙합 마니아 사이에서 여러 비판이 뒤따른다.

## 작사 스타일
Vee X Killa의 가사는 철학적인 한영혼용 가사가 주를 이루며, 힙합 마니아들 사이에서 때로는 너무 난해하다는 비판을 받기도 한다.

## 비판
일부 힙합 리스너들 사이에서 Vee X Killa의 랩핑은 그의 읊조리는 듯한 랩핑때문에 나오는 발음의 부정확성과 호흡때문에 아마추어같다는 비판을 받는다. 또한 가사의 한영혼용이 너무 심하고, 지나치게 난해하다는 부정적인 의견과 철학적이고 재치있다는 긍정적인 의견이 상반된 의견이 존재한다. 또한 미국의 힙합 뮤지션 'MF Doom'을 지나치게 따라한다는 부정적인 의견이 있다.